# Parlamentsvalget i Storbritannien 1979
Parlamentsvalget i Storbritannien 1979 ble afholdt den 3. maj 1979. Valget blev vundet ag
Det konservative partiet, under ledelse af Margaret Thatcher. Valget var det første af fire påfølgende konservative valgsejre. De konservative kom til at sidde med regeringsmagten frem til de tabte til Labour ved valget i 1997.

## Valgresultat
| Parti                              | Mandater | Mandater i % | Stemmer    | Stemmer i % |
| ---------------------------------- | -------- | ------------ | ---------- | ----------- |
| Det konservative parti             | 339      | 53.4         | 13,697,923 | 43.9        |
| Labour Party                       | 269      | 42.4         | 11,532,218 | 36.9        |
| Liberal Party                      | 11       | 1.7          | 4,313,804  | 13.8        |
| Scottish National Party            | 2        | 0.31         | 504,259    | 1.6         |
| Ulster Unionist Party              | 5        | 0.79         | 254,578    | 0.8         |
| Plaid Cymru                        | 2        | 0.31         | 132,544    | 0.4         |
| Social Democratic and Labour Party | 1        | 0.16         | 126,325    | 0.4         |
| Democratic Unionist Party          | 3        | 0.47         | 70,795     | 0.2         |
| United Ulster Unionist Party       | 1        | 0.16         | 39,856     | 0.1         |
| James Kilfedder                    | 1        | 0.16         | 36,989     | 0.1         |
| Independent Republican             | 1        | 0.16         | 22,398     | 0.1         |

| Valg | Spire Denne valgsartikel er en spire som bør udbygges. Du er velkommen til at hjælpe Wikipedia ved at udvide den. |